# Aek Batu
Aek Batu is een bestuurslaag in het regentschap Labuhan Batu Selatan van de provincie Noord-Sumatra, Indonesië. Aek Batu telt 19.654 inwoners (volkstelling 2010).